# Manitowoc
Manitowoc ist eine Stadt (mit dem Status „City“) und Verwaltungssitz des Manitowoc County im US-amerikanischen Bundesstaat Wisconsin. Das U.S. Census Bureau ermittelte bei der Volkszählung 2020 eine Einwohnerzahl von 34.626.

## Geografie und Verkehr

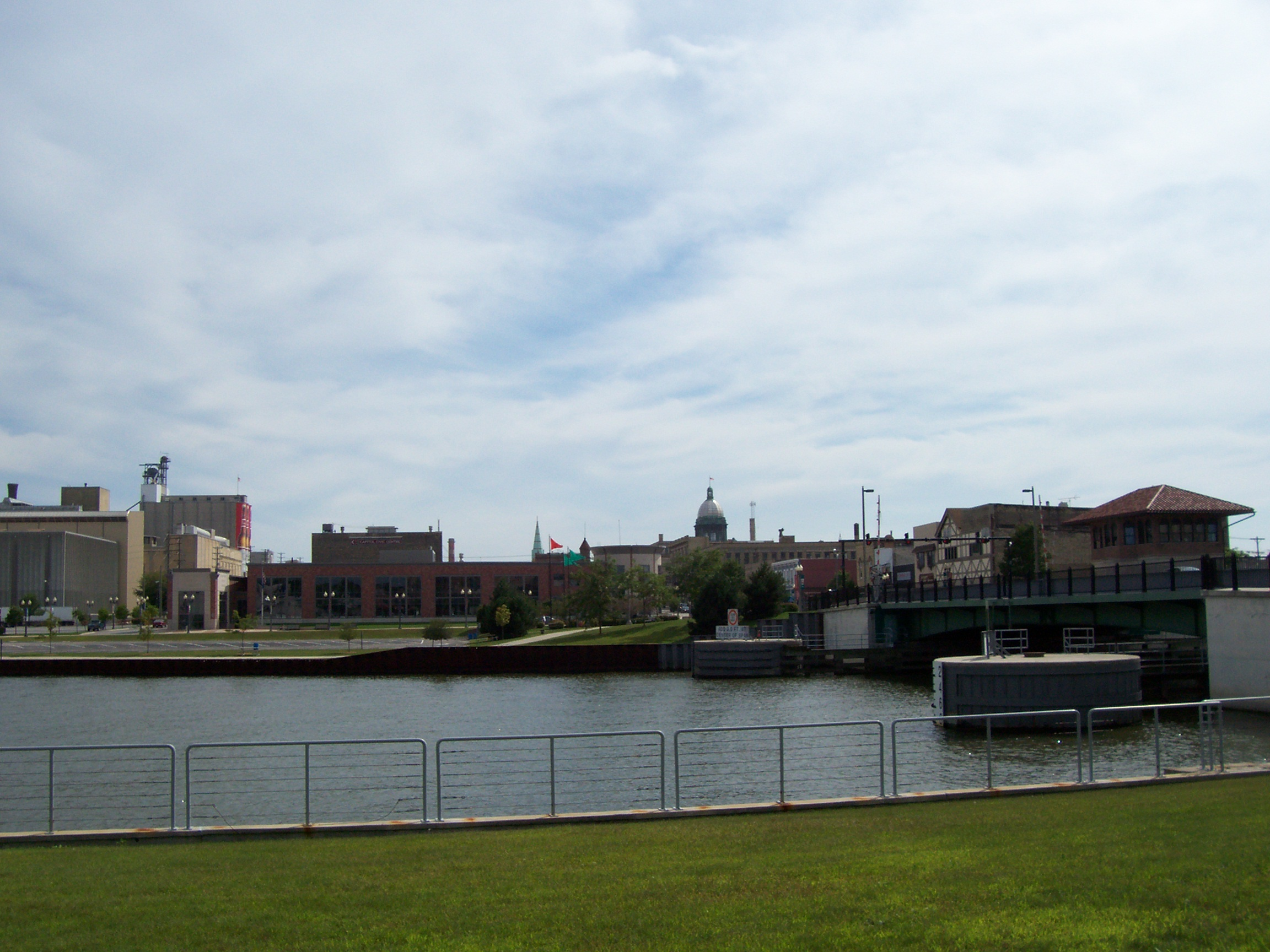
Brücke des US 10 über den Manitowoc River

Manitowoc liegt auf 44°5'47" nördlicher Breite und 87°40'30" westlicher Länge und erstreckt sich über 44,03 km², die sich auf 43,26 km² Land- und 0,77 km² Wasserfläche verteilen.
In der Innenstadt von Manitowoc treffen der U.S. Highway 10, der U.S. Highway 151 und der Wisconsin Highway 42 zusammen. Am Westrand der Stadt verläuft die von Green Bay im Norden nach Milwaukee im Süden führende Interstate 43.

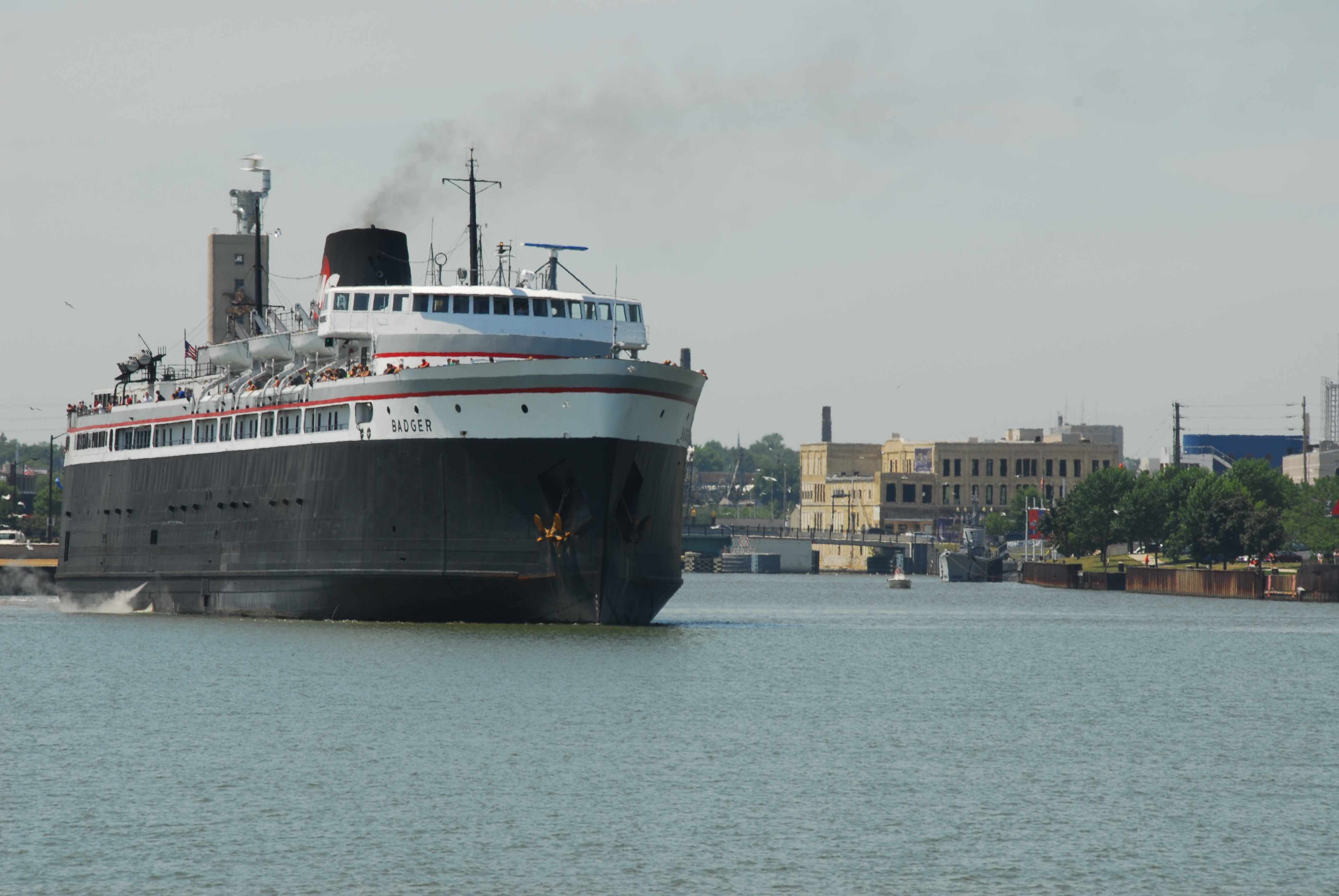
Das Fährschiff S.S. Badger läuft aus dem Hafen von Manitowoc aus

Die Stadt liegt an der Mündung des Manitowoc River in den Michigansee. Über den See besteht eine rund 100 km lange Autofährverbindung nach Ludington in Michigan. Von dort verläuft der Highway 10 dann weiter in östlicher Richtung.
Der öffentliche Nahverkehr wird seit 1978 von dem gemeinsam mit der Nachbarstadt Two Rivers gegründeten Unternehmen Maritime Metro Transit betrieben. MMT hat aktuell eine Flotte von 12 Bussen, die auf 8 Linien 40 Haltestellen anfahren.
In Manitowoc gibt es einen kleinen Verkehrsflughafen auf dem neben Privatflugzeugen auch Fracht- und Charterverbindungen betrieben werden.
Neben der 11,9 km nordöstlich gelegenen Nachbarstadt Two Rivers sind die nächstgelegenen größeren Städte Green Bay (63,0 km nordwestlich), Appleton (72,7 km westnordwestlich), Fond du Lac (87,2 km südwestlich) sowie Sheboygan und Milwaukee (43,9 km bzw. 134 km südlich).

## Wirtschaft
Die Manitowoc Company ging aus der in der Stadt existierenden Schiffbauindustrie hervor. Mittlerweile ist die Firma auch in anderen Bereichen, wie z. B. im Maschinenbau tätig. Die Firma Bio-Blend Fuels, ein Hersteller von Biodiesel, hat ihren Sitz in Manitowoc. Der älteste US-amerikanische Hersteller von Privatjachten, die Burger Boat Company hat ebenfalls ihren Sitz in Manitowoc und stellt jährlich 2–3 Jachten fertig.

## Sehenswürdigkeiten

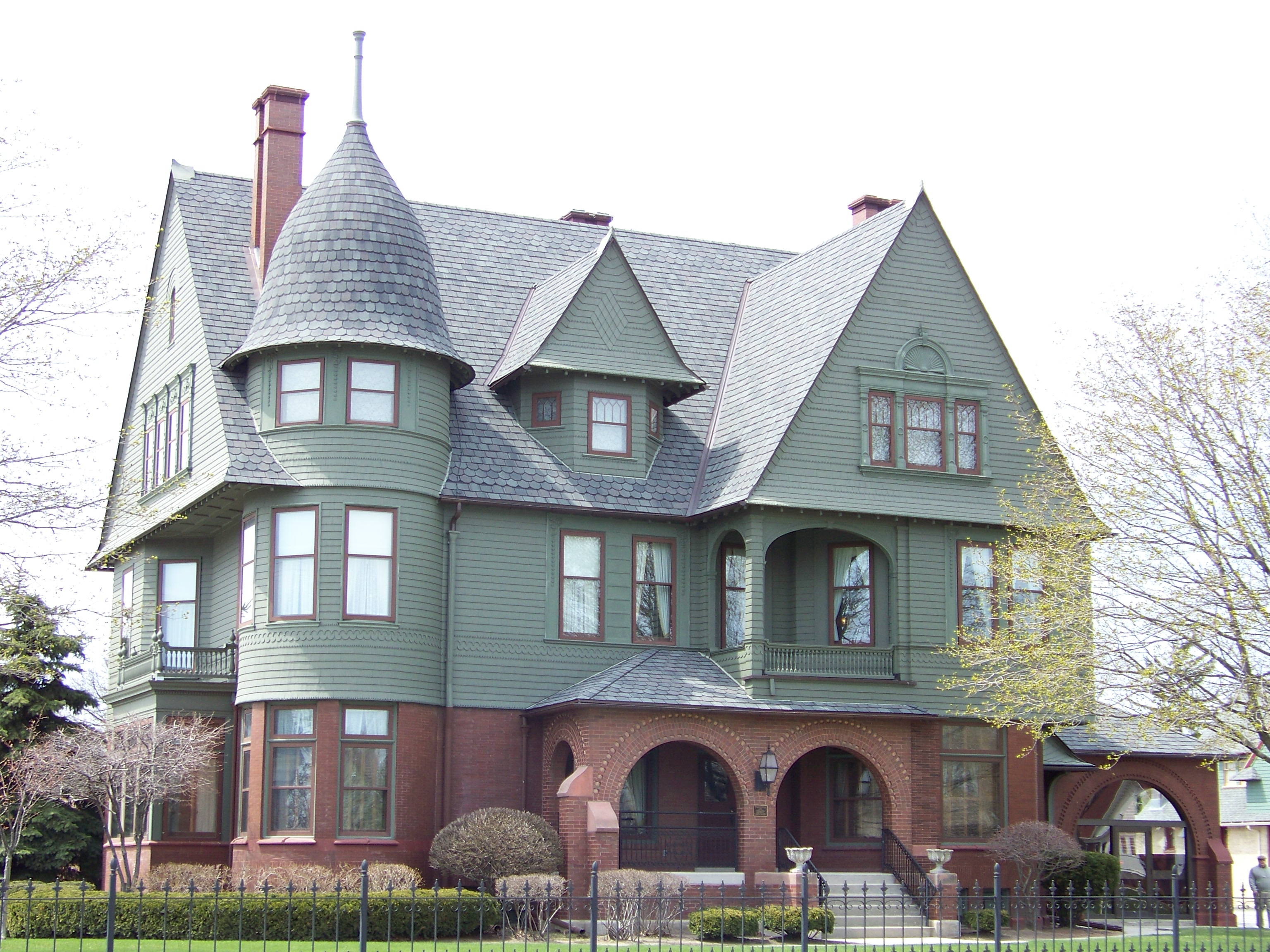
Das Rahr West Art Museum

Das Rahr West Art Museum ist in einem Gebäude aus dem 19. Jahrhundert beheimatet, das sich in der Nähe der Innenstadt befindet. Es wurde im Jahr 1941 von der Familie Rahr als städtisches Kunstzentrum gestiftet. Das Museum besitzt heute Gemälde und Skulpturen aus der Zeit vom 15. bis 21. Jahrhundert sowie eine vollständig erhaltene viktorianische Wohnungseinrichtung.
Das Wisconsin Maritime Museum wurde im Jahr 1970 gegründet. Es ging aus der Ausstellung des außer Dienst gestellten U-Boot USS Cobia hervor, um das sich inzwischen eines der größten Marinemuseen des Mittleren Westens gebildet hat. Es dokumentiert die maritime Tradition der Region, in der in der Vergangenheit fast alle Arten von Schiffen (während des Zweiten Weltkrieges sogar 28 U-Boote) gebaut wurden. Neben Führungen durch das U-Boot können viele Schiffsmodelle, eine funktionsfähige Dampfmaschine sowie eine Reihe von Bildern von Schiffen und Schiffsausrüstungen besichtigt werden.
Der 1930 gegründete Lincoln Park Zoo ist ein ganzjährig geöffneter Tierpark. Er gehört neben einer Reihe weiterer Einrichtungen zum Parks and Recreation Department, welches die Aufgabe hat, die Lebensqualität in der Stadt zu heben.

## Bevölkerung
Nach der Volkszählung im Jahr 2010 lebten in Manitowoc 33.736 Menschen in 14.623 Haushalten. Die Bevölkerungsdichte betrug 780,9 Einwohner pro Quadratkilometer. In den 14.623 Haushalten lebten statistisch je 2,24 Personen.
Ethnisch betrachtet setzte sich die Bevölkerung zusammen aus 89,9 Prozent Weißen, 1,0 Prozent Afroamerikanern, 0,6 Prozent amerikanischen Ureinwohnern, 4,6 Prozent Asiaten sowie 2,1 Prozent aus anderen ethnischen Gruppen; 1,9 Prozent stammten von zwei oder mehr Ethnien ab. Unabhängig von der ethnischen Zugehörigkeit waren 5,0 Prozent der Bevölkerung spanischer oder lateinamerikanischer Abstammung.
22,2 Prozent der Bevölkerung waren unter 18 Jahre alt, 59,0 Prozent waren zwischen 18 und 64 und 18,8 Prozent waren 65 Jahre oder älter. 51,8 Prozent der Bevölkerung waren weiblich.
Das mittlere jährliche Einkommen eines Haushalts lag bei 42.579 USD. Das Pro-Kopf-Einkommen betrug 25.309 USD. 11,4 Prozent der Einwohner lebten unterhalb der Armutsgrenze.

## Söhne und Töchter der Stadt
- David Bohn (* 1965), Komponist, Organist und Musikpädagoge
- Gerald W. Clusen, Konteradmiral der U.S Navy
- Doug Free (* 1984), American-Football-Profi (NFL – Dallas Cowboys)
- Ardis Krainik (1928–1997), Opernsängerin
- Karl L. Rankin (1898–1976), US-amerikanischer Diplomat[5]
- Henry Schadeberg (1913–1989), Abgeordneter des US-Repräsentantenhauses[6]
- Wilbur Schwandt (1904–1998), Komponist („Dream a Little Dream of Me“)[7]
- Thorvald Solberg (1852–1949), Erster Chef des United States Copyright Office
- Merta Sterling (1893–1944), Schauspielerin
- Margaret Wolowicz (* 1997), Volleyballspielerin
- Steven Avery (* 1962), Verurteilter (Weltweite Medien verfolgten seinen Fall. Making a Murderer wurde über ihn gedreht.)

## Weltweite Bekanntheit
Weltweit wurde Manitowoc einer breiten Masse durch den Fall von Steven Avery bekannt, der 18 Jahre unschuldig im Gefängnis saß. Nach seiner Entlassung wurde er wegen Mordes angeklagt und verurteilt, obwohl er wieder seine Unschuld beteuerte und die Beweise gegen ihn große Zweifel aufkommen ließen. 2015 wurde durch Netflix die Dokumentarserie Making a Murderer veröffentlicht. Im Gerichtsgebäude von Manitowoc wurden einige Prozesstage gegen Avery in beiden Anklagen abgehalten.
In der dreizehnten Folge der zweiten Staffel der Serie Marvel’s Agents of S.H.I.E.L.D. gibt Phil Colson Manitowoc als seine Heimatstadt und Geburtsort an.
Teile des Satelliten Sputnik 4 stürzten 1962 auf einer Straße in Manitowoc ab. Die Stelle ist heute mit einem Metallring im Asphalt gekennzeichnet.